# Wojciech Kurpiewski
Wojciech Sławomir Kurpiewski (Nowy Dwór Mazowiecki, Mazóvia,  16 de fevereiro de 1966 – Providence, Rhode Island, 8 de outubro de 2016) foi um canoísta polaco especialista em provas de velocidade.

## Carreira
Foi vencedor da medalha de prata em K-2 500 m em Barcelona 1992, junto com o seu colega de equipa Maciej Freimut.